# Villers-Buzon
Villers-Buzon är en kommun i departementet Doubs i regionen Bourgogne-Franche-Comté i östra Frankrike. Kommunen ligger i kantonen Audeux som tillhör arrondissementet Besançon. År 2022 hade Villers-Buzon 295 invånare.

## Befolkningsutveckling
Antalet invånare i kommunen Villers-Buzon
Referens:INSEE